# Harold G. Moore

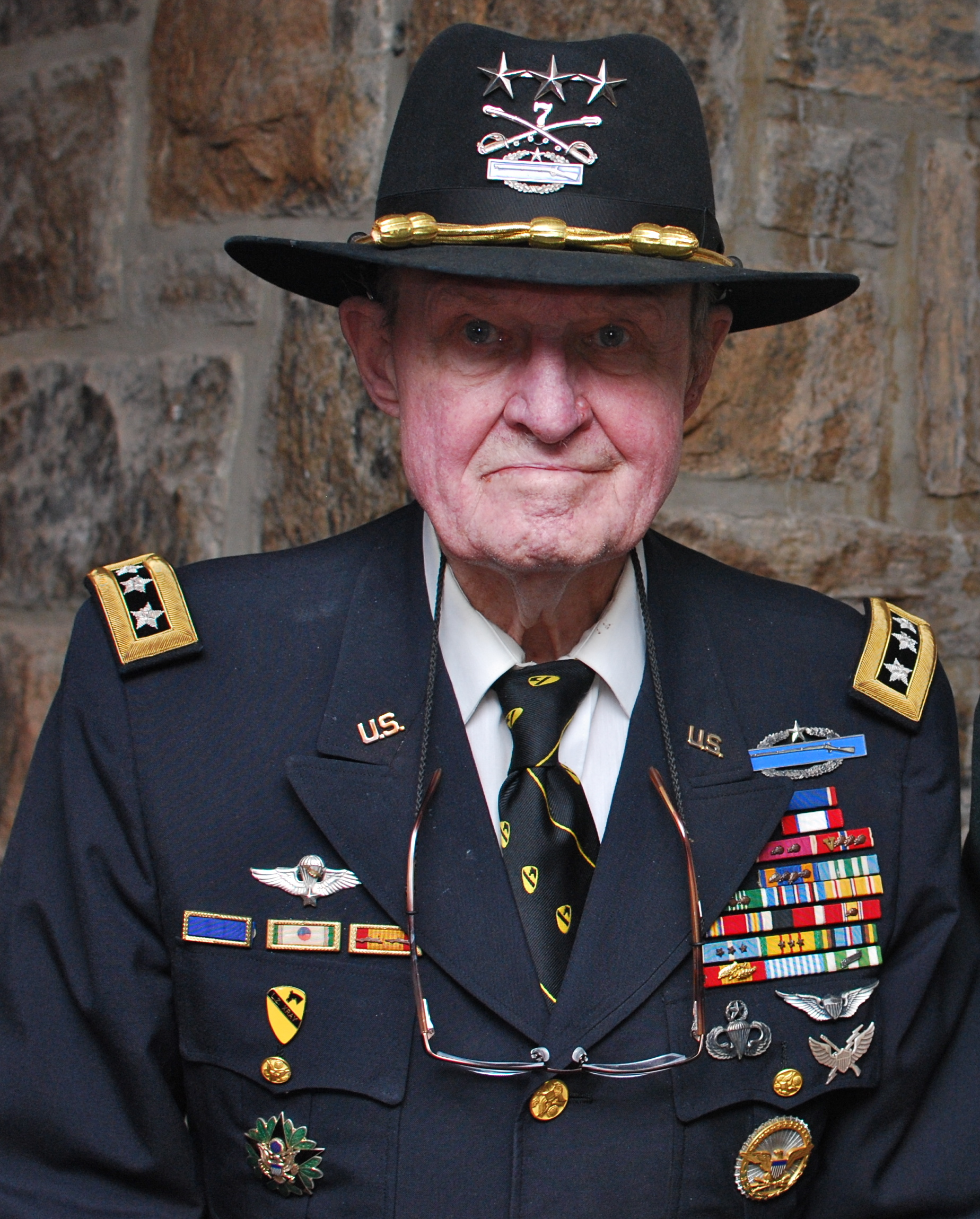
Harold G. Moore (10. Mai 2010)

Harold Gregory „Hal“ Moore (* 13. Februar 1922 in Bardstown, Kentucky; † 10. Februar 2017 in Auburn, Alabama) war ein US-amerikanischer Offizier, zuletzt im Rang eines Lieutenant General der US Army. Sein Einsatz in Vietnam war Thema des 2002 produzierten Kriegsfilms Wir waren Helden, in dem er von Mel Gibson verkörpert wurde.

## Leben

### Militärlaufbahn
In Bardstown, Kentucky geboren, hatte er aufgrund demographischer Beschränkungen kaum Chancen, einen Platz an der United States Military Academy zu erlangen. Darum zog Moore nach Washington, D.C., beendete die High-School und besuchte dann für zwei Jahre die George Washington Universität, bevor er 1942 eine Empfehlung für West Point von einem Kongressmitglied aus Georgia erhielt (obwohl er nie in Georgia gewesen war). Er absolvierte 1945 die Militärakademie in West Point, wo er zum Lieutenant ernannt wurde. Im Anschluss besuchte er die George-Washington- und Harvard-Universität für ein Postgraduierten-Studium, das er mit einem Abschluss im Fach „Internationale Beziehungen“ abschloss.
Moore kommandierte als Lieutenant Colonel das 1. Bataillon, 7. US-Kavallerieregiment, 3. Brigade, 1. US-Kavalleriedivision, in der Schlacht im Ia-Drang-Tal vom 14. bis 16. November 1965 während des Vietnamkrieges.
1977 wurde der Offizier in den Ruhestand versetzt. Moore war der erste seiner West Point-Klasse (1945), der zum Brigadier General, Major General und zum Lieutenant General befördert wurde. Nach seinem Ausscheiden aus dem aktiven Dienst wurde Moore Vizepräsident des Skigebiets Crested Butte in Colorado.
Hal Moore starb drei Tage vor seinem 95. Geburtstag in Auburn, Alabama.

### Familie
Er war mit Julia Compton Moore (1929–2004) verheiratet und hatte fünf Kinder mit ihr.

## Auszeichnungen
Auswahl der Dekorationen, sortiert in Anlehnung der Order of Precedence of Military Awards:
- Distinguished Service Cross
- Army Distinguished Service Medal
- Legion of Merit (3 ×)
- Bronze Star (4 ×)
- Air Medal (9 ×)
- Joint Service Commendation Medal
- Army Commendation Medal (3 ×)
- National Defense Service Medal (2 ×)
- Korean Service Medal (4 ×)
- Vietnam Service Medal (4 ×)

## Veröffentlichungen
We Were Soldiers Once...And Young (Coautor: Joseph L. Galloway), welches unter dem Titel „We Were Soldiers“ (dt. Titel: Wir waren Helden) in Fort Hunter Liggett in Lockwood, California und Fort Benning in Columbus, Georgia verfilmt wurde. Er wurde von Mel Gibson gespielt.